# L'Eloi
L'Eloi és un drama en tres actes i en prosa, original d'Àngel Guimerà, estrenat al teatre Romea de Barcelona, la vetlla del 27 de març de 1906. La direcció artística va anar a càrrec de l'actor i director Jaume Borràs. L'obra tracta l'honra en una història que protagonitza una parella que viu amb fills en comú i sense casar-se, en un moment en què aquesta circumstància era poc habitual, tot i que Guimerà l'havia viscut d'infant.

## Repartiment de l'estrena
- Cristina: Concepció Llorente.
- Beneta: Adela Clemente.
- Senyora Rosària: Carme Parreño.
- Tura: Antònia Baró.
- Carmeta: Montserrat Faura.
- Eloi: Jaume Borràs.
- Joan: August Barbosa.
- Miques: Iscle Soler.
- Valentí: Joaquim Vinyas.
- Mossèn Trinitat: Modest Santolària.
- Don Ramon: Jaume Martí.
- Anton: Vicent Daroqui.
- Josepet: Jaume Tressols.

## Traduccions
- Ferdinando Fontana, traducció a l'italià.